# 賃借権設定登記
賃借権設定登記（ちんしゃくけんせっていとうき）は、日本における不動産登記の態様の1つで、当事者の賃貸借契約による、賃借権の発生の登記をすること（不動産登記法3条参照）、および、その登記を言う。
賃借権は債権であるが、登記をすれば第三者に対抗できる（民法605条）。ただし、借地借家法や罹災都市借地借家臨時処理法（廃止）により、登記をしなくても対抗できる場合がある。
本稿では不動産登記法における、賃借権を設定する登記と転貸（民法612条1項）の登記について述べる。転貸は賃借物を第三者に賃貸することであり、新たな賃借権設定と同視できるから、登記の手続は賃借権設定登記とほぼ同様である。
賃借権は債権であるので、賃貸人が登記をすることを承諾する特約がある場合に限り、賃借人は賃貸人に対し登記手続を請求できる（大判1921年（大正10年）7月11日民録27輯1378頁）。
なお、賃借権設定登記後、当該賃借権は、すべての先順位抵当権者が同意し、かつその同意の登記があるときは、当該総先順位抵当権者に対抗することができる（民法387条1項）。登記の手続については民法第387条第1項の同意の登記を参照。

## 略語について
説明の便宜上、次のとおり略語を用いる。
法
不動産登記法（平成16年6月18日法律第123号）
令
不動産登記令（平成16年12月1日政令第379号）
規則
不動産登記規則（平成17年2月18日法務省令第18号）
記録例
不動産登記記録例（2009年（平成21年）2月20日民二500号通達）

## 目的物
不動産の一部を目的とする賃借権設定契約をすることはできるが、分筆等の登記をしなければ賃借権設定登記はできない（令20条4号、1955年（昭和30年）5月21日民甲972号通達）。
また、所有権の一部や共有持分の全部又は一部を目的とする賃借権設定契約は無効であるから、賃借権設定登記もできない（1962年（昭和37年）3月26日民甲844号通達・登記研究320-63頁参照、1973年（昭和48年）10月13日民三7694号回答）。
賃借権は債権であるから、既に賃借権設定登記がされている不動産につき、重ねて賃借権設定登記をすることができる（1955年（昭和30年）5月21日民甲972号通達）。

## 登記事項
絶対的登記事項として以下のものがある。
- 登記の目的
- 申請の受付の年月日及び受付番号
- 登記原因及びその日付
- 登記権利者の氏名又は名称及び住所並びに登記名義人が複数であるときはそれぞれの持分（以上法59条1号ないし4号）
- 順位番号（法59条8号、令2条8号、規則1条1号・同147条）
- 賃料（法81条1号）

また、相対的登記事項として以下のものがある。
- 権利消滅の定め
- 共有物分割禁止の定め（争いあり）
- 代位申請によって登記した場合における、代位者の氏名又は名称及び住所並びに代位原因（以上法59条5号ないし7号）
- 存続期間又は賃料の支払時期の定め
- 賃借権の譲渡又は賃借物の転貸を許す旨の定め
- 敷金がある旨
- 賃貸人が財産の処分につき行為能力の制限を受けた者又は財産の処分の権限を有しない者である旨
- 土地の賃借権設定の目的が建物の所有である旨
- 土地の賃借権設定の目的が建物の所有である場合における、建物がb:借地借家法第23条1項又は2項に規定する建物である旨
- b:借地借家法第22条前段、23条1項、38条1項前段もしくは39条1項又は高齢者の居住の安定確保に関する法律56条の定め（以上法81条2号ないし8号）。
- 借地借家法24条1項の特約（争いあり）

ただし、借地借家法22条の定期借地権、同法23条の事業用定期借地権の場合は存続期間の定めは絶対的登記事項である。
本稿では、上記の登記事項のうち代位申請に関する事項以外の事項について、登記申請情報の記載方法を説明する。申請の受付の年月日及び受付番号については不動産登記#受付・調査を参照。

## 登記申請情報（一部）
登記の目的（令3条5号）は、「登記の目的　賃借権設定」のように記載する（記録例286）。所有権以外の権利に設定する場合、「登記の目的　1番地上権の賃借権設定」のように記載する（記録例297）。転貸の場合、「登記の目的　1番賃借権転貸」のように記載する（記録例299）。
登記原因及びその日付（令3条6号）は、設定契約の成立日を日付として「原因　平成何年何月何日設定」のように記載する（記録例286）。ただし、賃借権の目的たる土地が農地又は採草放牧地（b:農地法第2条1項）である場合、設定契約成立日とb:農地法第3条の許可書の到達日のうち遅い日を原因の日付とする。
賃料（令別表38項・39項申請情報、法81条1号）は、「賃料　1月何円」や「賃料　1平方メートル1月何円」のように記載する（記録例286）。また、必ずしも金銭で定める必要はない。「賃料　A地を使用収益する」のような記載も可能である（1966年（昭和41年）4月15日民三193号電話回答参照）。
その他、「賃料　契約時から5年間は金何円、6年目からは金何円」（1966年（昭和41年）9月29日民三1010号回答参照）、「賃料　月額は固定資産税評価額に何分の何を乗じた額」（1956年（昭和31年）7月13日民甲1597号通達参照）とする定めもできる。
一方、「賃料　10年以後の分については双方協議の上定める」（1966年（昭和41年）9月29日民三1010号回答参照）のような定めや、数筆分の賃料を合わせて登記することはできない（1979年（昭和54年）4月3日民三電信回答）。
存続期間（令別表38項・39項申請情報、法81条2号）は、「存続期間　何年」のように記載する（記録例286）。具体的な年数の制限についてはb:民法第602条・604条1項、b:借地借家法第3条・22条前段・23条1項及び2項を参照。なお、「存続期間　賃借権者何某が死亡するまで」のような登記もできる（1963年（昭和38年）11月22日民甲3116号回答）。
法38条1項前段の定めがある場合、「存続期間　平成何年何月何日から何年」又は「存続期間　平成何年何月何日から平成何年何月何日まで」と記載する（1992年（平成4年）7月7日民三3930号通達第4-1(1)、記録例293）。b:借地借家法第39条1項の定めがある場合、「存続期間　建物取壊し時まで」と記載してもよい（同通達別紙記載例8、記録例294）。
また、高齢者の居住の安定確保に関する法律56条の定めがある場合、「存続期間　賃借人の死亡時まで」と記載する（2001年（平成13年）8月3日民二1853号通達第1-1後段、記録例295）。同法61条の期間付死亡時終了建物賃貸借の場合、「存続期間　平成何年何月何日から何年又は賃借人の死亡時までのうち、いずれか短い期間」又は「存続期間　平成何年何月何日から平成何年何月何日まで又は賃借人の死亡時までのうち、いずれか短い期間」と記載する（同通達第1-2後段、記録例296）
賃料の支払時期（令別表38項・39項申請情報、法81条2号）は、「支払期　毎月末日」のように記載する（記録例286）。
賃借権の譲渡又は賃貸物の転貸を許す旨の定め（令別表38項・39項申請情報、法81条3号）は、「特約　譲渡、転貸ができる」のように記載する（記録例286）。
敷金（令別表38項・39項申請情報、法81条4号） は、「敷金　金何円」のように記載する（記録例287）。敷金は2003年の不動産登記法改正により登記事項となったがその趣旨は、不動産競売における買受人が引き受けるべき賃借権の内容を明確にし、高額の敷金の差し入れの仮装等による執行妨害を排除するためである（2003年（平成15年）12月25日民二3817号通達第2-1）。 
賃貸人が財産の処分につき行為能力の制限を受けた者又は財産の処分の権限を有しない者である旨（令別表38項・39項申請情報、法81条5号）は、「管理人　何市何町何番地　何某の設定した賃借権」（記録例288）や「被保佐人　何市何町何番地　何某の設定した賃借権」のように記載する。
賃借権設定の目的（令別表38項・39項申請情報、81条6号・7号）は、建物所有を目的とする場合、1991年の借地借家法の施行により「目的　建物所有」と記載するとされた（1992年（平成4年）7月7日民三3930号通達第1-1(2)、記録例289）。
b:借地借家法第23条の事業用定期借地権の場合、「目的　借地借家法第23条第1項の建物所有」（2007年（平成19年）12月28日民二2828号通達1(1)後段、記録例291）又は「目的　借地借家法第23条第2項の建物所有」（同通達2、記録例292）と記載し、b:借地借家法第25条の一時使用目的の借地権の場合、「目的　臨時建物所有」と記載する（1992年（平成4年）7月7日民三3930号通達第3-3）。
b:借地借家法第22条前段の定め（令別表38項・39項申請情報、法81条8号）は、「特約　借地借家法第22条の特約」と記載する（1992年（平成4年）7月7日民三3930号通達第3-1(1)、記録例290）。
借地借家法23条1項の定め（令別表38項・39項申請情報、法81条8号）は、「特約　借地借家法第23条第1項の特約」と記載する（2007年（平成19年）12月28日民二2828号通達1(1)後段、記録例291）。
b:借地借家法第38条1項前段の定め（令別表38項・39項申請情報、法81条8号）は、「特約　契約の更新がない」と記載する（2000年（平成12年）2月24日民三473号通達第1-1、記録例293）。
b:借地借家法第39条1項の定め（令別表38項・39項申請情報、法81条8号）は、「特約　建物を取り壊すこととなる時に賃貸借終了」と記載する（1992年（平成4年）7月7日民三3930号通達第4-2(1)、記録例294）。
高齢者の居住の安定確保に関する法律56条の定め（令別表38項・39項申請情報、法81条8号）は、「特約　賃借人の死亡時に賃貸借終了」と記載する（2001年（平成13年）8月3日民二1853号通達第1-1後段、記録例295）。なお、高齢者の居住の安定確保に関する法律61条の期間付死亡時終了建物賃貸借の場合、特約は「契約の更新がない」及び「賃借人の死亡時に賃貸借終了」2つを記載する（同通達第1-2後段、記録例296）。
権利消滅の定め（令3条11号ニ）は、「特約　賃貸人が死亡した時は賃借権が消滅する」のように記載する。なお、法24条1項の特約を権利消滅の定めとして登記できるかどうかは争いがある（登記インターネット51-158頁参照）。
共有物分割禁止の定め（令3条11号ニ）を賃借権設定登記及び転貸の登記において登記できるかどうかは争いがある（登記インターネット66-148頁参照）。
登記申請人（令3条1号）は、賃借人を登記権利者、賃貸人（目的たる権利の登記名義人）を登記義務者として記載する。なお、法人が申請人となる場合、以下の事項も記載しなければならない。
- 原則として申請人たる法人の代表者の氏名（令3条2号）
- 支配人が申請をするときは支配人の氏名（一発即答14頁）
- 持分会社が申請人となる場合で当該会社の代表者が法人であるときは、当該法人の商号又は名称及びその職務を行うべき者の氏名（2006年（平成18年）3月29日民二755号通達4）。

添付情報（規則34条1項6号、一部）は、共同申請による場合、登記原因証明情報（法61条・令7条1項5号ロ）、登記義務者の登記識別情報（法22条本文）又は登記済証及び、所有権を目的とする賃借権設定登記の場合で書面申請のときには登記義務者の印鑑証明書（令16条2項・規則48条1項5号及び47条3号イ(1)、令18条2項・規則49条2項4号及び48条1項5号並びに47条3号イ(1)）である。法人が申請人となる場合は更に代表者資格証明情報（令7条1項1号）も原則として添付しなければならない。
なお、書面申請の場合でも所有権以外の権利を目的とする賃借権設定又は転貸の登記のときは印鑑証明書の添付は不要である（令16条2項・規則48条1項5号、令18条2項・規則49条2項4号及び48条1項5号）が、登記義務者が登記識別情報を提供できない場合には添付しなければならない（規則47条3号ハ参照）。
賃借権の目的たる土地又は転貸の場合には元の賃借権の目的たる土地が農地又は採草放牧地（b:農地法第2条1項）である場合、b:農地法第3条の許可書（令7条1項5号ハ）を添付しなければならない。
転貸の登記を申請する場合、元の賃借権に転貸を許す旨の登記がされていなければ賃貸人の承諾が必要であり（b:民法第612条1項。ただし、b:借地借家法第19条1項前段の例外あり。）、原則として承諾証明情報が添付情報となる（不動産登記令7条1項5号ハ・同令別表39項申請情報ロ）。この承諾証明情報が書面（承諾書）である場合には、原則として作成者が記名押印し、当該押印に係る印鑑証明書を承諾書の一部として添付しなければならない（令19条）。この印鑑証明書は当該承諾書の一部であるので、添付情報欄に「印鑑証明書」と格別に記載する必要はなく、作成後3か月以内のものでなければならないという制限はない。
借地借家法に基づく借地権の設定の場合や高齢者の居住の安定確保に関する法律56条の特約がある賃借権の設定の場合、登記原因証明情報には制限が加えられている場合がある。登記原因証明情報#共同申請時の例外を参照。
高齢者の居住の安定確保に関する法律56条の特約がある賃借権の設定の場合や同法61条の期間付死亡時終了建物賃貸借の場合でも、以下の情報は添付不要である（2001年（平成13年）8月3日民二1853号通達第3なお書参照）。
- 賃借人が高齢者の居住の安定確保に関する法律56条に言う高齢者等であることを証する情報
- 賃貸人が同法56条の認可を受けたことを証する情報
- 賃借人となろうとする者から同法61条の申出があったことを証する情報

登録免許税（規則189条1項前段）は、不動産の価額の1,000分の10である（登録免許税法別表第1-1(3)イ）。なお、端数処理など算出方法の通則については不動産登記#登録免許税を参照。

## 登記の実行
所有権を目的とする賃借権設定登記は主登記で実行される（不動産登記規則3条参照）。転貸の登記及び所有権以外の権利を目的とする賃借権設定登記は付記登記で実行される（不動産登記規則3条4号）。
なお、権利の消滅に関する登記は、設定・転貸の登記とは独立した登記として付記登記で実行される（不動産登記規則3条6号）。